# Цзінь (царство)
Царство Цзінь (1042 до н. е. — 376 до н. е. роки) — держава у стародавньому Китаї, що утворилася під час існування Західної Чжоу. Набула самостійності у VIII ст., ставши однім з наймогутніших царств періоду Чуньцю. Боролася за гегемонію з царствами Ці, Сун, Чу, Цінь. Як гегемон протягом 50 років забезпечувало стабільність та порядок у Китаї. Наприкінці VI ст. до н. е. боротьба аристократичних кланів послабила царство. У 453 році до н. е. фактичну владу отримали роди Вей, Чжао і Хань, що вже являли собою напівнезалежні володіння. У 403 році до н. е. вони розділили основні землі Цзінь. Остаточно рештки царства Цзінь було знищено у 376 році до н. е. царствами Чжао і Хань.

## Історія

### У складі Чжоу
Представники майбутнього царства походили з гілки володарів-ванів Західного Чжоу. У 1042 році до н. е. після придушення повстання в князівстві Тан його було передано як уділ Шую, син У-вана, а також титул хоу (на кшталт маркіза). Своєю резиденцією він обрав місто Тан. Наступний володар князівства Тан ле-хоу, син Щую-хоу, перейменував князівство на Цзінь (за однією з версій на честь річки Цзіньшуй). Наступні власники Цзінь — У-хоу і Чен-хоу — вірно служили правлячого дому, ставши одними з могутніх кланів держави Чжоу.
У 842 році до н. е., скориставшись послабленням центрального уряду, викликаного повстанням проти Лі-вана, власник Цзінь Цзін-хоу зумів розширити свій вплив в державі, плануючи стати більш самостійним. Втім не встиг виконати усе заплановане, оскільки помер у 841 році до н. е. Його нащадки — Сі-хоу і Сянь-хоу — продовжили справу розширення прав в часи Сюань-вана. З початку IX ст. до н. е. Цзінь становило напівнезалежне володіння.
Му-хоу став настільки могутнім, що став вести війни з сусідніми хоу. У 805 році до н. е. атакував володіння Тяо, а у 802 році до н. е. — Цяньму. Водночас укладено шлюбний договір з володінням Ці. Але після смерті Му-хоу у 785 році до н. е. почалася боротьба за владу в Цзінь, яка завершилася у 781 році до н. е.
У 771 році до н. е. після загибелі Ю-вана правитель Цзінь Вень-хоу втрутився у боротьбу за трон на боці Пін-вана. Боротьба тривала до 760 року до н. е., коли Вень-хоу переміг та стратив Се-вана, претендента на трон. В нагороду за це Цзінь отримала значні землі в долині річки Цзіньшуй. З цього часу потуга Цзінь неуклінно зростає.
Наступник Вень-хоу — Чжао-хоу — поводив себе як майже незалежний володар. Але з 739 року до н. е. почалося нове протистояння всередині Цзінь між різними гілками роду, що отаборилися в містах Тан і Цюйво. Це суттєво послабило володіння Цзінь, в справи якого стали втручатися вани Чжоу. Лише у 678 році до н. е. Чен-хоу з Цюйво підступно вбив Мінь-хоу з Тану, об'єднавши Цзінь. Того ж року за хабар отримав від Сі-вана, володаря Чжоу, титул гуна (на кшталт герцога). При цьому Чен-хоу став У-гуном.

### Здобуття самостійності
Фактично за час правління У-гуна Цзінь здобуває самостійність, хоча володар ще визнає номінальним правителем вана Східному Чжоу, тому не приймав титул вана для Цзінь. Разом з тим починаються безперервні війни з сусідами. Активну зовнішню політику продовжив син У-гуна — Сянь-гун, який протягом 676—665 років до н. е. захопив царства Ген, Хуо, старе царство Вей, встановив зверхність над племенем жунбі. Водночас здійснив низку заходів щодо досягнення єдності знаті та внутрішньої стійкості держави. Для цього за порадою міністра Ши Вея він спочатку зумів нацькувати одних принців на інших. Позбувшись таким чином від деяких з них, 665 року до н. е. Сянь-гун зібрав принців, що залишилися, разом і подарував їм щось на зразок спільного уділу. Невдовзі його очолив Лі Цзі. Останнього у 656 році до н. е. було спровоковано на заколот, який було придушено наступного року. Втім лі Цзі втік до царства Го, спровокувавши війну останнього з Цзінь. У 655 році до н. е. війська Цзінь підкорили царство Го, а незабаром й царство Ю.
Втім у 656 році до н. е. внаслідок палацових інтриг розпочався новий розгардіяш у царстві, в який втрутилися царства Лян і Ці, плем'я ді. В розпал цих подій помер Сянь-гун, а влада перейшла до регентів при малолітньому Сіці-гуні, що ще більше погіршило внутрішнє становище Цзінь. Почалася нова боротьба за владу. У 650 році до н. е. за допомогою царства Цінь владу в Цзінь отримав Хуей-гун. З цього моменту починаються конфлікти між Цзінь і Цінь, які боролися за гегемонію серед китайських держав. У 641 році війська Цзінь зазнали поразки, а Хуей-гун потрапив у полон. У 637 році до н. е. почалася нова боротьба за владу, що завершилася перемогою Чжун Ера, сина Сянь-гуна. Він прийняв ім'я Вень-гуна.

### Гегемонія
Задля зміцнення держави Вень-гун провів економічні, політичні та військові реформи. У 636 році допоміг Сян-вану, володарю Чжоу, придушити заколот Шу Дая. На дяку за це отримав земельні володіння. В цей час утворився вакуум влади, оскільки колишні гегемони (ба) Хуань-ґун з держави Ці та Сян-ґун з Сун померли. При цьому потугу набирало царство Чу. У 632 році до н. е. Вен-гун створив коаліцію з царствами Сун, Ці і Цінь проти Чу. Приводом для війни стало вторгнення до царства Цао і Вей. Того ж року у битві при Ченпу військам царства Чу було завдано важкої поразки. В результаті останнє відмовилося від походів на північ. Цзінь перетворилося на потужнішу державу, а Вен-гун отримав титул гегемона-ба.
В цей період Цзінь діяло в тісному союзі з царством Цінь. Спочатку було встановлено зверхність над царством Чжен. після цього Вень-гун уклав новий договір з царствами Ці, Сун, Лу, Цай, Чжен, Цзюй, зобов'язавшись не нападати один на одного. Слідом за цим завдано поразки царству Сюй, що не визнало гегемонії Цзінь. Також в ізоляції опинилося царство Чу. В подальшому коаліції на чолі із Цзінь було завдано низки поразок кочівникам, що намагалися вдертися до Східного Чжоу, тим самим було врятовано резиденцію вана.
Потуга Цзінь зберігалася до початку VI ст. до н. е. В цей час дедалі більше виникає конфліктів з Цінь. У 627 році до н. е. війська Цзінь біля гірської ущелини Яо завдано ціньській армії нищівної поразки. Того ж року було відбито напад племен ді, а за цим спільно з царствами Чжен і Чен приведено до покори невеличке царство Сюй. Того ж року Сян-гун з Цзінь рушив на допомогу царству Цай, яке атакувала держава Чу. У 626 році до н. е. вкотре приборкано царство Вей. У 625 році до н. е. завдано нової поразки Цзінь біля м. Пен'я. До 621 році до н. е. гегемонію визнали усі держави, окрім Цінь і чу, але ті були вимушені рахуватися з Цзінь.
У 621 році до н. е. після смерті Сян-гуна фактична влада перейшла до клану Чжао на чолі із Чжао Дунем. Останній зумів зберегти гегемонію Цзінь, яку підтверджено на зібранні хоу і гунів з держав Ці, Сун, Вей, Чень, Чжен, Сюй і Цао, яке відбулося у м. Ху. Основні зусилля Цзінь було спрямовано на боротьбу з Цінь і Чу. З першим війни відбулися у 619, 617, 615 роках до н. е, але без значного результату. Чу скористалося цим для захоплення царств Цзюнь і Цао, чому Цзінь не змогло завадити. Втім до 612 року до н. е. гегемонію Цзінь знову було відновлено.
З 608 року до н. е. починаються безперервні війни Цзінь та Чу, в яких успіх був на боці останнього. Втім вплив Цзінь зберігався. Ситуація змінилася після смерті досвідченого Чжао дуня близько 602 року до н. е. За правління Чен-гуна, Цзін-гуна, Лі-гуна та Дао-гуна Цзінь все ще зберігає статус гегемона, але фактично дедалі більшої ваги набуває царство Чу, яке за військовою потугою поступово дорівнюється до Цзінь. Втім у 575 році до н. е. цзіньські війська завдали поразки Чу.
На нараді в Сун в 546 році до н. е. відбулася значна подія, коли сановник Чжао Вень-цзи, який виконував посаду головного міністра царства Цзінь, поступився представнику Чу правом першим помазати губи кров'ю (тобто принести клятву вірності), підкресливши, що Пін-гун, володар Цзінь зберігає статус гегемона-ба. З цього моменту відраховують початок завершення гегемонії Цзінь у Китаї. У 529 році до н. е. Цзінь, скориставшись боротьбою за владу в Чу, знову підтвердило статус гегемона, що було закріплено на нараді в м. Пінцю. Втім вже до 520 року до н. е. цзіньські володарі дедалі менше контролювали ситуацію в Китаї, де почастішали постійні війні, заколоти в домені вана Чжоу.

### Занепад
Протягом 517—503 років до н. е. ведуться успішні війні проти Ці та давнього Вей. Водночас в середині держави починається боротьба кланів Ці, Шу, Чжунхан, Фань, Вей, Хань, Чжао, Чжи. У 514 році до н. е. було знищено клани Шу і Ці. За правління Цін-гуна (525—512 до н. е.) фактична влада в державі перейшла до кланів, що постійно між собою боролися. В результаті Цзінь втратила статус гегемона, що було підтверджено на нараді в Шаоліні 506 року до н. е., де зібралися правителі Цзінь, Сун, Вэй, Лу, Цай, Чжен, Чень, Сюй, Цао, Цзюй, Чжу, Дунь, Ху, Тен, Се, Цзі і Ці. На той час фактичну владу в Цзінь отримали клани Фань і Чжунхун. Останні були підкуплені володарем царства чу, внаслідок чого Цзінь відмовилося очолити похід проти Чу. У 482 році до н. е. офіційно було передано права гегемона від Цзінь до царства У. разом з тим Цзінь вдалося зберегти за собою північ і центр Великої рівнини.
У 497 році до н. е. клани Чжи, Хань і Вей знищили клани Фань і Чжунхун. Клан Чжао, союзник останніх, зумів врятуватися. З цього часу влада гунів Цзінь ставала все більш номінальною. Наступники Цін-гуна — Дін-гун і Чу-гун — фактично підкорялися проханням представників кланів Чжи, Хань і Вей. У 458 році до н. е. володіння Фань і Чжунхун було остаточно розділено між переможцями. У 454 році до н. е. Чу-гун спробував подолати клани, звернувшись по допомогу до царств Ці і Лу. Втім війська на чолі з кланом Чжи завдали поразки Чу-гуну, який невдовзі загинув. Фактична влада перейшла до клану Чжи, що правив від імені Ай-гуна (перебував на троні до 434 року до н. е.). Але вже у 453 році до н. е. клани Чжао, Вей і Хань перемогли та знищили клан Чжи. З цього часу Цзінь фактично було поділено між цими кланами.
Влада Ю-гуна (433—416 роки до н. е.) поширювалася лише на власні володіння. У 403 році до н. е. більшість території Цзінь було розділено між Хань, Вей і Чжао, які утворили самостійні царства. Тим самим цзіньський володар Ле-гун втратив навіть номінальний статус. У 376 році до н. е. рештки Цзінь було віднято у Хуань-гуна, остаточно ліквідувавши це царство. У 369 р. до н. е. правителі Хань і Чжао переселили колишнього гуна Цзінь до міста Туньлю, розташованого в землях царства Чжао.

## Територія
Охоплювала басейн річок Феньшуй, Сушуй, нижню частину східного відрізка П-подібного вигину Хуанхе, плато Шаньсі, північ та центр Великої рівнини. Північною межею були гори Люліан та Лесове плато, на півдні — гори Чжунтяо, на заході — долина річки Вей, на сході — гори Тайхан.

## Економіка
Основу становило землеробство, ремісництво, частково скотарство. Цьому сприяли багаті природними ресурсами землі сходу Середньої Хуанхе, аграрні землі центральній частині Великої рівнини. Було однією з економічно потужніших держав, що дозволяло Цзінь протягом сторіч боротися з сусідами на усіх кордонах.

## Право
У 513 році до н. е. було видано збірку законів «Сін-шу», щось на зразок кримінального кодексу, судебника, для виготовлення якого (статті судебника передбачалося вигравіювати або відлити на поверхні залізної посудини). Це були перші писані закони в Китаї. Вони краще регулювали суспільні зв'язки, аніж традиційне звичаєве право, і були настільки зрілі, що враховували супровідні обставини при скоєнні злочину. Керуючись цими законами, китайські суди засуджували до накладення ганебного тавра, ампутації носа, ступні, кастрації чи страти. Від будь-якого з цих покарань можна було відкупитись, однак розмір викупу був по кишені лише найбагатшим. Правопорушників у Китаї не бракувало, якщо зважити, що злочином вважалося там навіть «убозтво через лінощі».